# Auferstehungskirche (Leipzig)

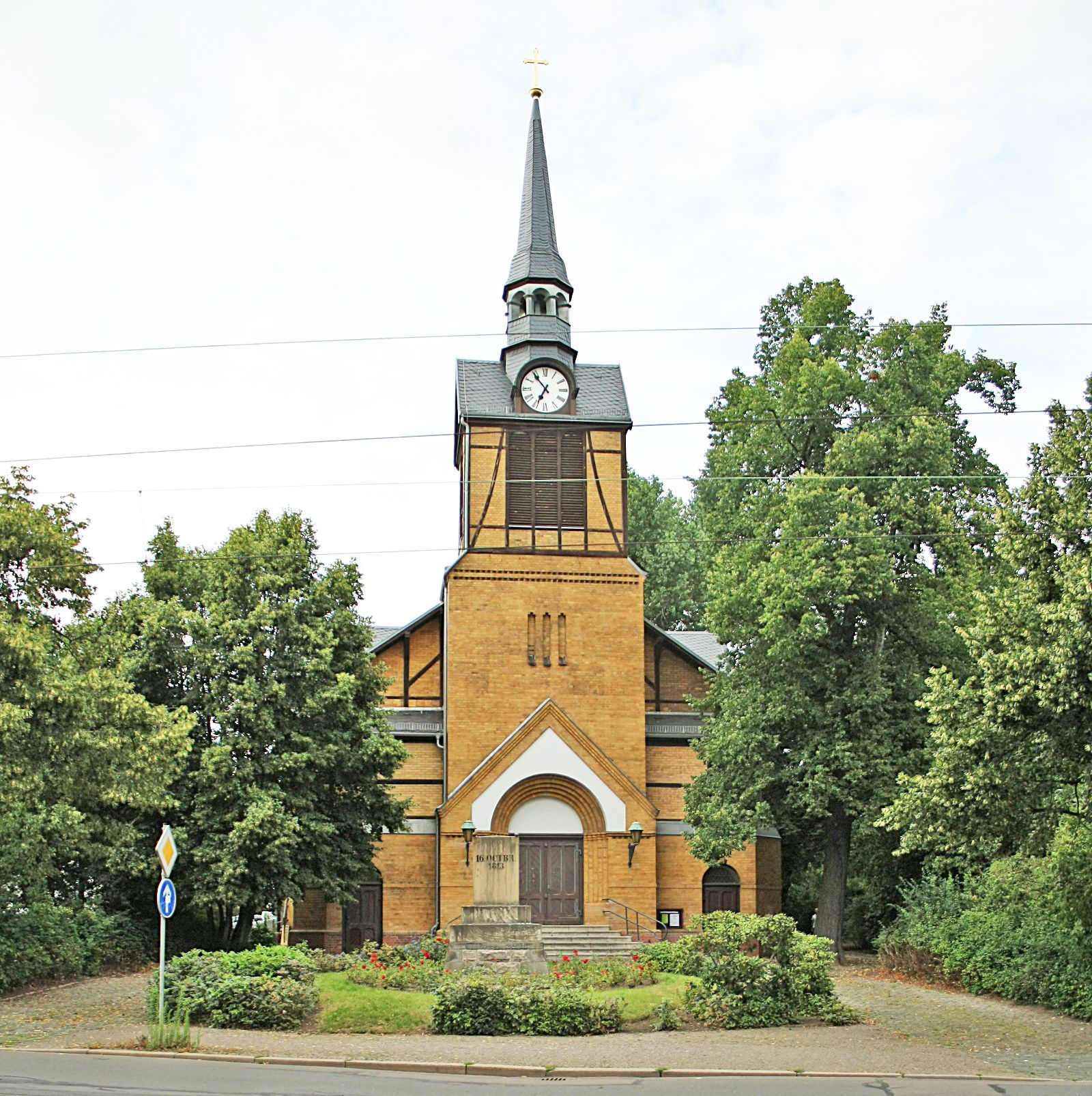
Auferstehungskirche mit Kugeldenkmal der Völkerschlacht

Die Auferstehungskirche ist eine evangelisch-lutherische Pfarrkirche in Leipzig-Möckern. Sie befindet sich in der Georg-Schumann-Straße 184 und gehört seit 2014 zur Sophienkirchgemeinde Leipzig.

## Gottesdienst im Betsaal
Wegen des weiten Weges zur Gnadenkirche in Wahren wurde für die Gemeinde Möckern im Jahre 1886 die Aula der Möckerner Gemeindeschule (jetzige 39. Schule) als Betsaal eingerichtet und geweiht. Der erste Gottesdienst fand dort am 1. August 1886 statt. Am 1. Oktober 1888 schließlich schied Möckern aus dem Parochialverband mit Wahren aus, und es entstand die eigenständige Kirchgemeinde Möckern. Der letzte Gottesdienst im Betsaal fand am 3. November 1901 (22. Sonntag nach Trinitatis) statt.

## Bau als Notkirche

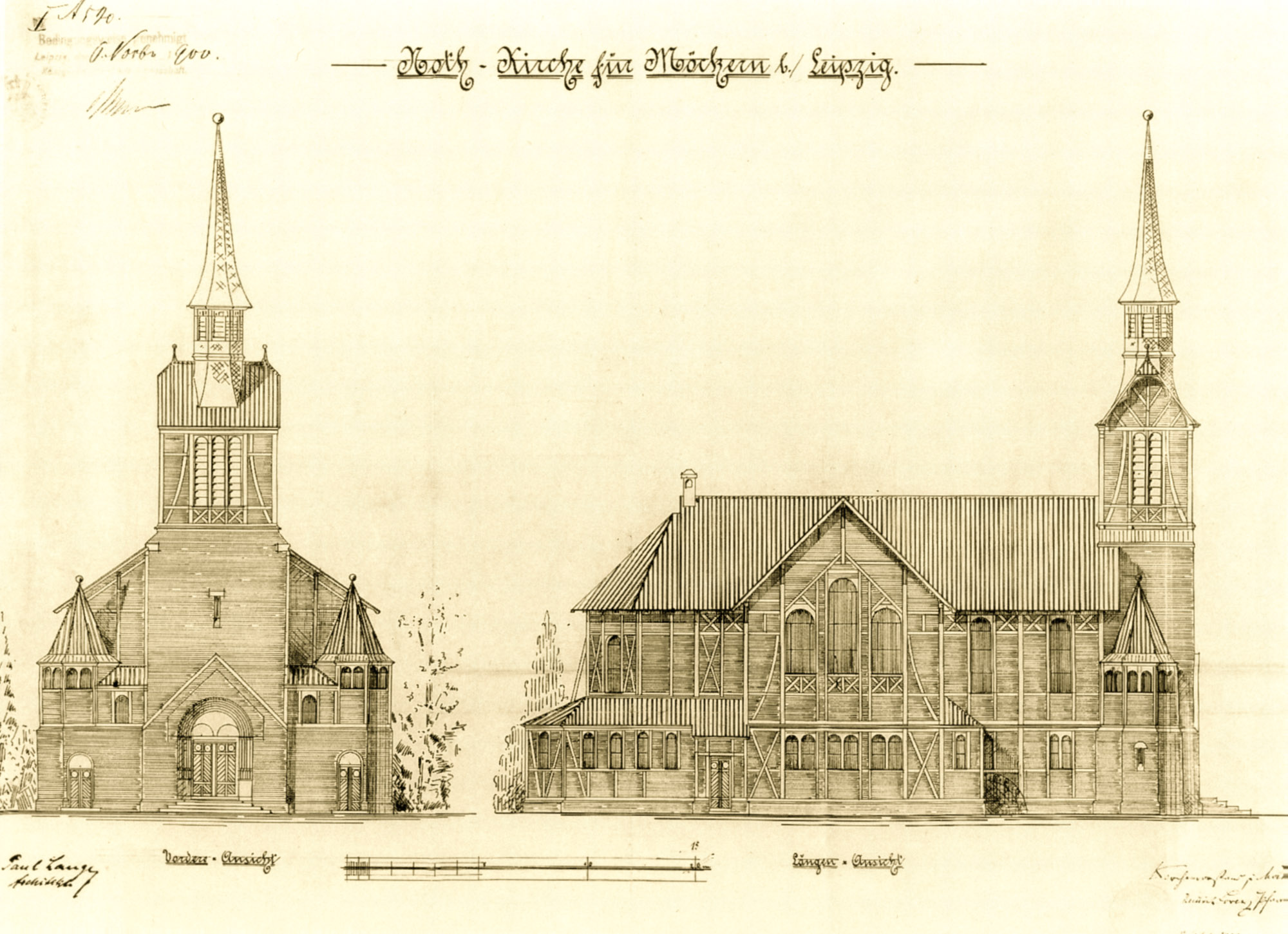
Ansicht der Auferstehungskirche von Süden und Westen. Ausführungsentwurf von Paul Lange, 1900.

1896 fragte das Landeskonsistorium an, „ob nicht die Entwicklung des kirchlichen Lebens daselbst weit genug gediehen ist, um dem Kirchenbau näher zu treten.“ Der Kirchenvorstand beschloss daraufhin, einen Bauplatz auszuwählen. Man kam zu dem Ergebnis, den alten Gottesacker an der Hallischen Straße als Kirchenbauplatz festzuschreiben. Am 27. Februar 1900 beschloss der Kirchenvorstand dann jedoch, aufgrund geringer Finanzmittel vom Bau einer Kirche Abstand zu nehmen und stattdessen eine Notkirche für maximal 40.000 Mark auf dem westlich vom alten Gottesacker gelegenen Areal, das sich im Besitz der Rittergutsherrschaft Freifrau von Fuchs-Nordhoff befand, zu erbauen. Für einen Teil der Baukosten sollten 20.000 Mark verwendet werden, die das Landeskonsistorium für den Bau der Kirche bereits zugesagt hatte. Das Landeskonsistorium gewährte auch am 4. April 1900 diesen Betrag unter der Bedingung, dass die Notkirche vom Erbauer der Notkirche Anger-Crottendorf, Paul Lange, entworfen und der Bau von ihm geleitet wird, und dass noch im Jahre 1900 mit dem Bau begonnen wird, so dass das Gebäude spätestens im Frühjahr 1901 fertiggestellt sei.
Am 24. September 1900 wurde beschlossen, das Grundstück zu erwerben, und am 2. Oktober erfolgte die Bauausschreibung, so dass am 10. Dezember mit den Erdarbeiten begonnen werden konnte. Von einer Grundsteinlegung wurde, da bei Notkirchen nicht üblich, abgesehen. Infolge des strengen Winters kamen die Bauarbeiten vor Weihnachten zum Erliegen und konnten erst am 11. März 1901 wieder aufgenommen werden. Ende März wurde mit dem Aufrichten des Fachwerks begonnen, und am 7. Mai konnte das Richtfest gefeiert werden. Am 10. November 1901, dem 23. Sonntag nach Trinitatis und Geburtstag des Reformators Martin Luther, konnte die Kirche geweiht werden. Die Gesamtkosten des Baues (ohne die Orgel) betrugen 52.708,13 Mark, wovon allein 33.229,52 Mark auf Zimmerer- und Maurerarbeiten entfielen. 1926 erhielt die Kirche ihren heutigen Namen.

## Architektur
Die Notkirche wurde  größtenteils in Fachwerkbauweise errichtet und sollte später durch einen Massivbau ersetzt werden, was jedoch nie geschah. Der Entwurf stammt von dem Leipziger Architekten Paul Lange. So entstand in Nord-Süd-Richtung ausgerichteter (der Altar ist also nicht nach Osten orientiert), ursprünglich 28 Meter langer Bau in der Gestalt eines Lateinischen Kreuzes. Das Langschiff hat eine Breite von 13 Metern, das Querschiff von 18 Metern. Die Höhe im Innenraum beträgt 18 Meter, er bot Raum für 602 Sitzplätze. 1921 erhielt die Kirche den Namen Auferstehungskirche, der auch auf ihre Lage auf dem alten Friedhof Bezug nimmt.

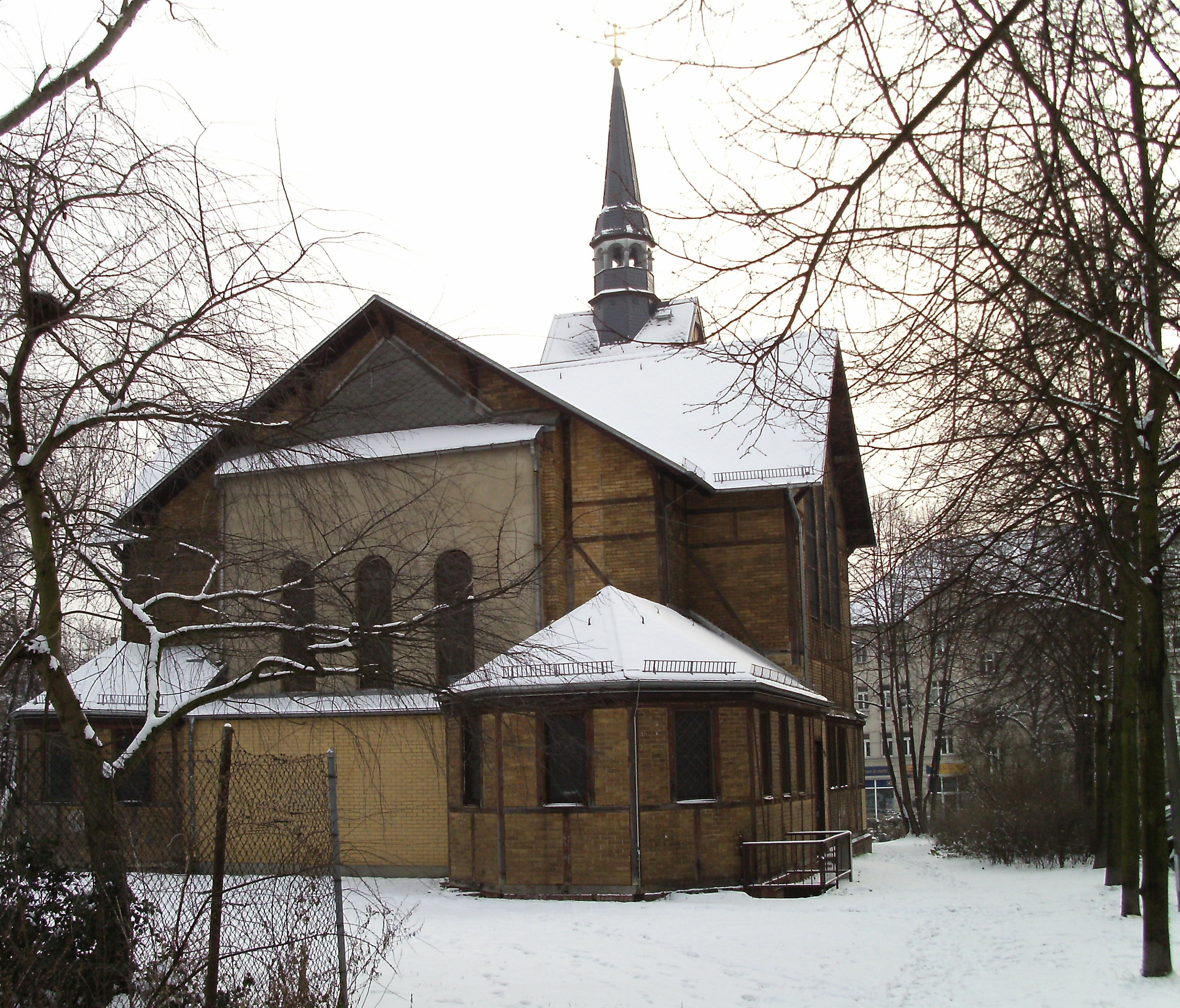
Auf der Kirchen-Rückseite verdeutlicht das mittige grau-gelbe Mauerwerk (wo sich stattdessen früher der Altarraum harmonisch anschloss) den schmerzhaften architektonischen Verlust

Zahlreiche Bauschäden machten immer wieder Reparaturen nötig, einem Umbau zwischen 1974 und 1981 fielen der ursprüngliche Altarraum mitsamt Sandsteinaltar und Kanzel sowie die kleineren Türmchen zum Opfer. Die Kirche ist somit um ihren Altarraum verkürzt, was im Innenraum die ursprüngliche optische Weitläufigkeit mindert.
Heute ist die Kirche mit einem einfachen Holzaltar ausgestattet. Das große Altarkruzifix, eine Oberammergauer Schnitzarbeit, wurde an der Orgelempore angebracht. Der Kanzelkorb wurde aus der abgebrochenen Kirche in Magdeborn (das Dorf wurde für den Braunkohleabbau devastiert) bei Leipzig übernommen.
Der 90 Zentimeter hohe Taufstein wurde aus weißem, graugeäderten Marmor gefertigt. An seinem Fuß befindet sich die Inschrift Gestiftet von Ed. Rohland / Möckern anno 1901. In eine runde Vertiefung wird die Taufschale eingesetzt, die aus Kupfer gefertigt ist. In den Boden der Schale ist eine Taube im Strahlenkranz als Symbol des Heiligen Geistes eingraviert. Der Rand trägt die Inschrift Lasset die Kindlein zu mir kommen und wehret ihnen nicht, denn solcher ist das Reich Gottes. Marci 10,14 – .

## Schweinefleisch-Mendelssohn-Orgel

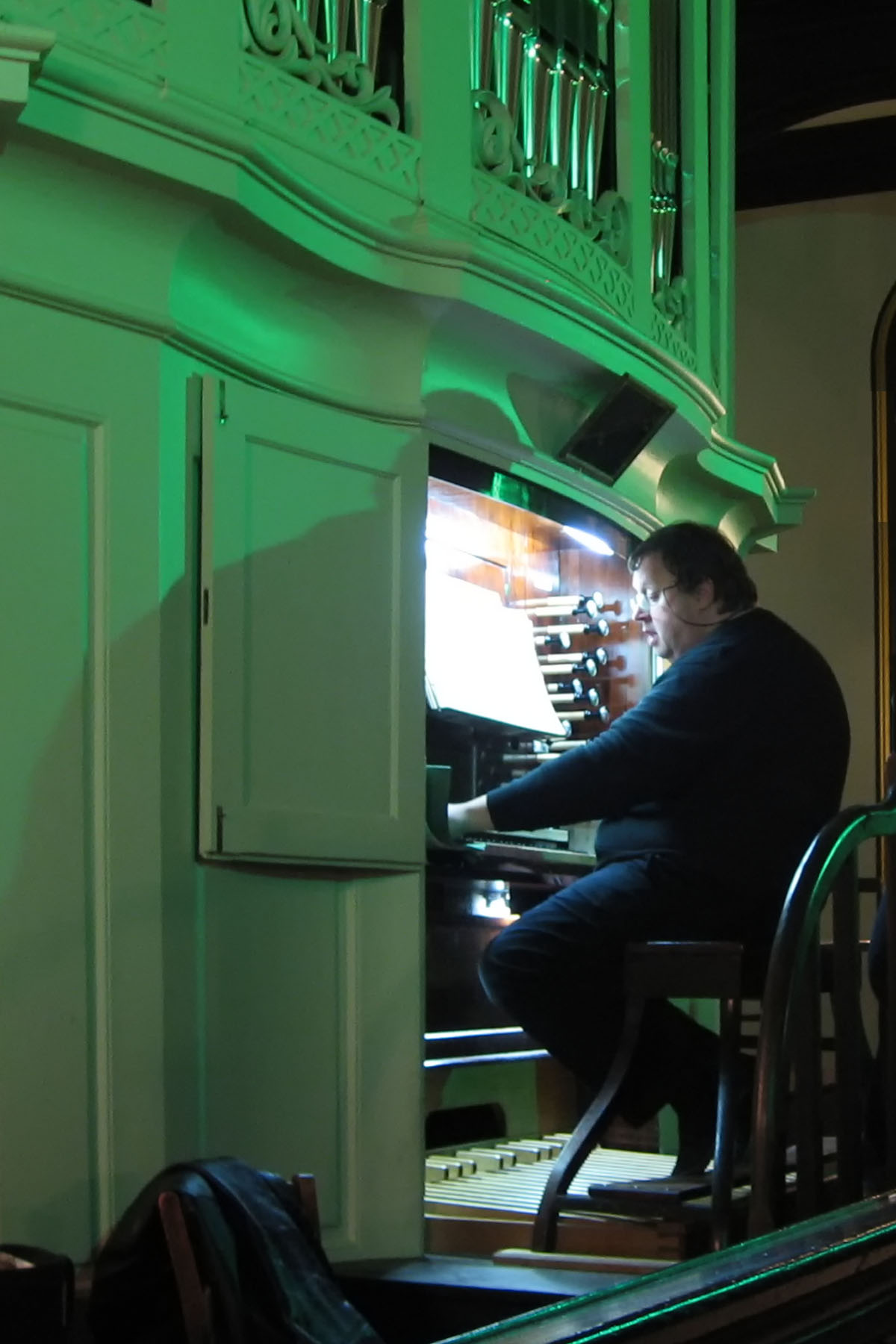
Matthias Eisenberg an der Schweinefleisch-Mendelssohn-Orgel (2008)

Bekannt ist die Auferstehungskirche durch ihre Orgel, dem ältesten Instrument seiner Art auf dem Gebiet der Stadt Leipzig. Sie wurde 1766/67 für die alte reformierte Kirche erbaut, die sich von 1707 bis 1900 in den Räumen des Alten Amtshauses am Thomaskirchhof befand. Das Werk mit 24 Registern von Universitätsorgelbauer Johann Emanuel Schweinefleisch wurde durch Thomaskantor Johann Friedrich Doles abgenommen.
Nachdem 1840/41 eine Überholung durch Johann Gottlob Mende vorgenommen worden war, beschloss der Gemeinderat, den Gewandhauskapellmeister Felix Mendelssohn Bartholdy mit der Prüfung des Ergebnisses zu beauftragen. Mendelssohn war Mitglied der reformierten Gemeinde und an Orgeln sehr interessiert. Die Abnahme wurde jedoch letztendlich vom damaligen Organisten durchgeführt.
Ein weiterer Umbau durch Carl Bernecker fand von 1870 bis 1873 statt. Bernecker vergrößerte die Orgel auf drei Manuale und passte sie dem romantischen Zeitgeschmack an. Deshalb ging man wohl später davon aus, dass die Orgel erst 1872 erbaut worden sei.
Mit dem Bau der neuen reformierten Kirche am Tröndlinring, die auch einen Orgelneubau erhielt, war das Instrument überflüssig geworden. Bei Abbruch des alten Gebäudes befand sich die Orgel im Eigentum der Stadt Leipzig. Nach einer Besichtigung mit Klangprobe am 21. Mai 1901 kam die Orgel mit drei Manualen, Pedal und 30 klingenden Stimmen durch Verhandlung des Zimmerermeisters von Zimmermann mit Stadtbaurat Otto Wilhelm Scharenberg für 2.500 Mark in den Besitz der Auferstehungsgemeinde. Am 19. August 1901 war das Gehäuse aufgestellt.
1982 bis 1984 erfolgte eine Rekonstruktion nach damaligen Erkenntnissen mit Entfernung des dritten Manuals und des dazugehörigen Pfeifenwerks sowie eine Generalreparatur durch die Greizer Orgelbaufirma Hartmut Schüßler. Das Gehäuse erhielt eine neue Farbfassung, blieb ansonsten aber unverändert.
Nach Gründung des Fördervereins Schweinefleisch-Mendelssohn-Orgel e. V. durch Kantor Holm Vogel konnten etwa 40.000 Euro für eine erneute Orgelrestaurierung gesammelt werden, die von Februar bis November 2004 durch die Orgelbaufirma Ekkehart Groß aus Waditz bei Bautzen erfolgte. Ziel war eine Wiederherstellung des Zustandes von 1841. Am 3. Oktober 2004 wurde das Instrument festlich wieder eingeweiht. Es hat nun 25 klingende Register auf zwei Manualen und Pedal.
Seit 2004 finden in der Auferstehungskirche jedes Jahr im Herbst die Möckerner Orgeltage statt, bei denen beispielsweise Organisten wie Holm Vogel und Matthias Eisenberg konzertierten.
| Hauptwerk C–g3 |                     |       |   |
| 1.             | Bordun              | 16′   |   |
| 2.             | Prinzipal           | 8′    |   |
| 3.             | Viola di Gamba      | 8′    |   |
| 4.             | Rohrflöte           | 8′    |   |
| 5.             | Oktave              | 4′    |   |
| 6.             | Gemshorn            | 4′    |   |
| 7.             | Quinte              | 2 ⁄3′ |   |
| 8.             | Oktave              | 2′    |   |
| 9.             | Cornett III (ab c0) |       |   |
| 10.            | Mixtur IV           |       | S |
| 11.            | Trompete            | 8′    | S |

| Hinterwerk C–g3 |            |       |   |
| 12.             | Gedackt    | 8′    |   |
| 13.             | Salizional | 8′    |   |
| 14.             | Quintatön  | 8′    |   |
| 15.             | Prinzipal  | 4′    |   |
| 16.             | Rohrflöte  | 4′    |   |
| 17.             | Nasat      | 2 ⁄3′ |   |
| 18.             | Waldflöte  | 2′    |   |
| 19.             | Mixtur III |       | S |
| 20.             | Oboe       | 8'    | G |

| Pedal C–f1 |               |     |   |
| 21.        | Prinzipalbass | 16′ |   |
| 22.        | Subbass       | 16′ |   |
| 23.        | Oktavbass     | 8′  |   |
| 24.        | Cello         | 8′  |   |
| 25.        | Posaune       | 16′ | S |

Anmerkungen
S = durch Hartmut Schüßler 1984 neu eingebautes Pfeifenwerk
G = durch Ekkehart Groß 2004 neu eingebautes Pfeifenwerk

## Geistliche der Kirchgemeinde
Die Internetseite pfarrerbuch.de listet für die Auferstehungskirche seit 1888 die 1. Stellen (Pfarrer) und die 2. Stellen (Diakone, bis 1907 Hilfsgeistliche) auf.
1. Pfarrer
- 1888–1928 Lorenz, Heinrich
- 1929–1935 Bemmann, Gotthilf Martin
- 1935 – Ludwig, Johannes Heinrich August Ernst
- 1937 – Weller, Oskar *Gerhard
- 1938–1940 Buheitel, *Theodor Karl Christian
- 1939 – Schubert, Rudolf
- 1940 – Gödan, Johannes Georg
- 1940–1943 Böttger, *Harald Hartmut
- 1947 – Fehlberg, Werner
- 1947 – Vieweg, Paul *Rudolf
- 1975 – Dietrich, Ingrid
- 1975 – Hettig, Heinrich
- 1976 – Fritzsche, Curt
- 1977–1979 Löffler, Barbara
- 1980–1982 Dietrich, Ingrid
- 1998 – Häussler, Albrecht[9]

## Kugeldenkmal Möckern

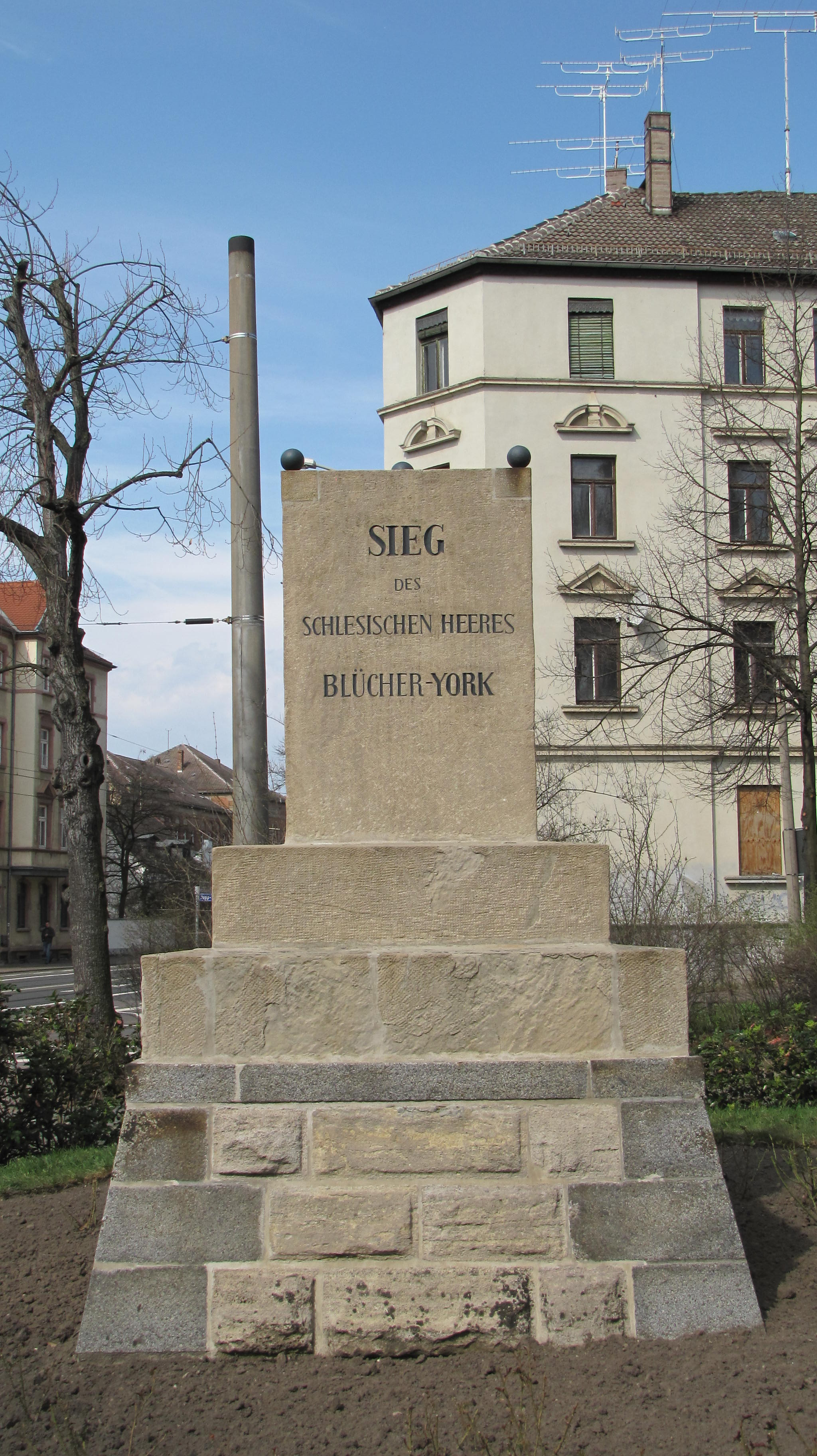
Kugeldenkmal (2013)

Auf dem Schmuckplatz vor der Kirche befindet sich das Kugeldenkmal Möckern, ein Sandsteinblock mit den Nachgüssen von 4 kleineren (6 Pfund) Geschützkugeln an den Ecken und einer großen (10 Pfund) im Scheitelpunkt. Das Denkmal erinnert an den Sieg des schlesischen Heeres Blücher-York (heute übliche Schreibweise: Yorck) in der Völkerschlacht am 16. Oktober 1813.
Das Denkmal wurde vom „Verein zur Feier des 19. October“, der sich bei den Feierlichkeiten zum ersten Jahrestages der Schlacht gegründet hatte, errichtet. Ursprünglich wurde es am 3. Juni 1850 auf einem Feld in der Nähe der Eisenbahnstrecke Leipzig–Magdeburg nördlich des jetzigen Standorts aufgestellt. Damit Besucher das Denkmal besser finden können, wurde es schon 1858 an einen neuen Standort, an die heutige Georg-Schumann-Straße/Ecke Slevogtstraße, umgesetzt. Als das Areal dieses Standorts bebaut werden sollte, musste abermals ein neuer Denkmalstandort gefunden werden. Die Gemeinde Möckern schlug 1903 vor, das Kugeldenkmal direkt vor der neu errichteten Kirche aufzustellen. Bei der am 9. Oktober 1903 abgeschlossenen Umsetzung wurde das Aussehen des Denkmals etwas verändert; so stellte man den das Denkmal umgebenden Gitterzaun nicht wieder auf. In jüngerer Zeit wurden durch Vandalismus mehrfach die Geschützkugeln herausgebrochen, was wiederholt Steinschäden verursacht hat.
1988, zur 175-Jahr-Feier der Völkerschlacht, wurde das Denkmal samt Sockel in allen Einzelheiten restauriert.
Inschriften
- Vorderseite: 16. OCTBR. / 1813
- Rückseite: GAL. 5.1.[10]
- Rechte Seite: SIEG / DES SCHLESISCHEN HEERES / BLÜCHER – YORK
- Linke Seite: Umrisse eines Eisernen Kreuzes

## Tonträger
- 250 Jahre Mendelssohn-Orgel – Daniel Vogt an der Orgel von Johann Emanuel Schweinefleisch Auferstehungskirche Leipzig-Möckern. Edition Leôn, Musikverlag Daniel Vogt, Leipzig 2017, 1 CD mit Booklet[13]